# São Gabriel da Cachoeira
São Gabriel da Cachoeira és un municipi de l'estat brasiler de l'Amazones. Està situat a l'extrem nord-oest de l'estat i, per tant, també del Brasil. És el municipi més remot i el més indígena del Brasil.

## Dades generals
El terme municipal de São Gabriel da Cachoeira abasta 109.185 km2 de superfície (la comunitat autònoma més extensa de l'Estat Espanyol, Castella i Lleó, té 94.223 km2). Malgrat això, és el segon en extensió dels 61 municipis de l'estat, per darrere de Barcelos, que ocupa 122.476 km2.
El municipi conté la Reserva biològica Morro dos Seis Lagos (36,900 hectàrees (91,000 acres)), creada el 1990. La reserva es troba a la Terra Indígena Balaio (257,000 hectàrees (640,000 acres)), aprovada el 2009. El municipi també conté la Terra Indígena Cué-Cué/Marabitanas (809,000 hectàrees (2,000,000 acres)), declarada el 2013. També conté bona part de la Terra Indígena Alto Rio Negro de 7,999,000 hectàrees (19,770,000 acres), creat el 1998.

## Demografia
La seva població és de 37.300 habitants, uns 13.000 concentrats a la vila i els altres disseminats per la selva. Gairebé un 90% de la població és indígena.
No només és important en proporció la presència indígena sinó també en riquesa ètnica perquè São Gabriel és el municipi amb més diversitat d'ètnies indígenes presents de tot el Brasil. Un 80% del territori és definit com a terres indígenes.
| Color/Raça | Percentatge |
| ---------- | ----------- |
| Indígenes  | 76.9%       |
| Mestíssos  | 14.4%       |
| Blancs     | 5.8%        |
| Negres     | 2.6%        |
| Asiàtics   | 0.3%        |

Font: Cens de 2010
Aquesta presència tan majoritària de l'element indígena, va fer possible que São Gabriel da Cachoeira fos el primer municipi del Brasil en tenir un alcalde d'origen indígena, l'octubre de 2008, en la persona de Pedro Garcia. Per altra banda, des de 2002, São Gabriel da Cachoeira és l'únic municipi del Brasil que té més d'una llengua oficial. A part del portugués, són considerades cooficials el nheengatu (conegut també com a llengua general amazònica), el dahseyé i el baniwa.

## Situació geogràfica

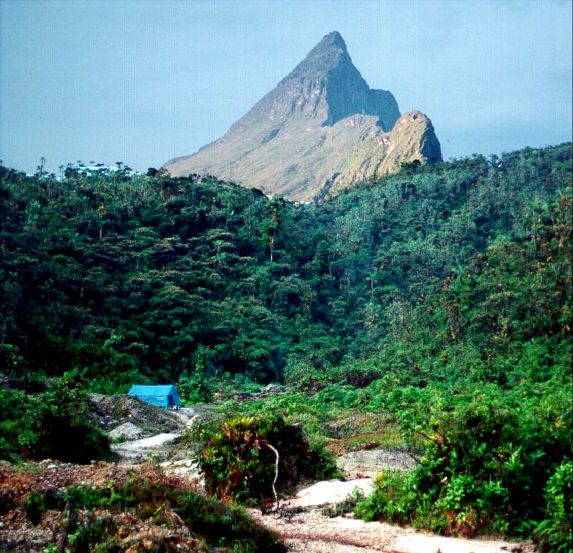
El Pico da Neblina i el 31 de Março, pràcticament junts, a l'extrem est del municipi.

El terme és travessat pel riu Negro, que n'és la principal via d'accés. La vila és a 850 km al nord-oest de la capital de l'estat, Manaus.
Malgrat que la vila és a una altitud que no arriba als 100 msnm, a un extrem del terme municipal hi ha la muntanya del Pico da Neblina que, amb els seus 2.994 m, és el més alt de tot el Brasil. Al seu costat, a uns centenars de metres, el Pico 31 de Março, de 2.972 m, és el segon sostre del país. La zona conforma el Parque Nacional do Pico da Neblina, de 22.600 km2, creat per protegir l'extraordinària biodiversitat de l'entorn.
La forma capriciosa del seu terme municipal que recorda, sobre el mapa, el cap d'un cadell de gos fa que la zona sigui anomenada popularment com la Cabeça do Cachorro.
Per la seva situació, a la frontera amb Colòmbia i amb Veneçuela, compta amb l'estatus especial d'Àrea de Seguretat Nacional i allotja diversos destacaments de l'exèrcit brasiler.